# SN 2003im
SN 2003im – supernowa typu Ia odkryta 30 września 2003 roku w galaktyce A004459-0853. W momencie odkrycia miała maksymalną jasność 17,40m.